# Mendel Friedman
Menachem Mendel Friedman (în idiș: מנחם מענדל פרידמאן; în ebraică: מנחם מנדל פרידמן; n. 1876 – d. 10 octombrie 1943, Buhuși, Neamț, România) a fost al treilea admor din dinastia hasidică Bohush, împreună cu cumnatul său, rabinul David Tversky și ultimul rabin rezident în Buhuși.

## Biografie
Mendel Friedman a fost fiul rabinului David Friedman și al lui Sheina Deborah, fiica rabinului Avraham Yehoshua Heshel din Opatów. Bunicul său era rabinul Isac Friedman, fondatorul dinastiei hasidice Bohush. Tatăl său a decedat în timpul vieții bunicului său și nu a servit ca lider al comunității evreiești din Buhuși.
S-a căsătorit cu Bluma Raizel, fiica vărului său, rabinul Israel Shalom Yosef Friedman, care ulterior a devenit liderul dinastiei de Bohush. Împreună cu cumnatul său, rabinul David Twersky, a fondat ieșiva „Beit Israel”, care a funcționat între anii 1909 și 1916, avându-l pe socrul lor ca președinte. În ieșiva învățau aproximativ 100 de elevi în cinci clase.
După moartea socrului său în anul 1923, a fost numit succesor alături de cumnatul său, David Twersky. Cei doi au condus împreună curtea rabinică, primind hasidimii în comun, iar toate scrisorile emise din curtea rabinică purtau sigla și semnăturile ambilor. Ulterior, cumnatul său s-a mutat la Iași, iar el a servit singur ca rabin.
În perioada interbelică rabinul ar fi fost arestat din ordinul lui Nicolae Iorga.
În timpul celui de-Al Doilea Război Mondial, a ajutat refugiații evrei, precum și pe supraviețuitorii Pogromului de la Iași.

## Familia
Copiii rabinului Mendel din Buhuși au fost rabinul Yitzhak Friedman și cele două fiice ale sale, Sarah Deborah și Malka Rachel. Sarah Devorah s-a căsătorit cu Yitzhak, fiul rabinului Moshe Yehuda Leib din Pașcani, printre copiii lor enumerându-se și Yisrael Friedman, rabin de Pașcani.

## Decesul
În 1943 rabinul se îmbolnăvește grav. Din cauza guvernării antisemite din țară i-a fost interzisă deplasarea la București pentru tratament medical, acest lucru ducând la moartea sa la data de 10 octombrie 1943. A fost înmormântat în cimitirul evreiesc din Buhuși. Nepotul și ginerele său, Yitzhak Friedman, i-a succedat.

## În cultura populară
Datorită popularității de care se bucurau rabinii din Buhuși în epocă au apărut mai multe bancuri despre aceștia, cu denumirea generică de „Rabinul din Buhuși”. Unul dintre bancurile care i s-ar putea atribui rabinului Mendel îl are în rol principal și pe A. C. Cuza și a fost publicat în „Anecdote circumcise. Marea antologie a glumei evreiești” a lui Iuliu Rațiu, fiind preluat în numărul din 27 august 1997 a ziarului Cotidianul:
„Profesorul antisemit A. C. Cuza, călătorind spre Iași, găsește un loc liber în compartimentul în care se afla și rabinul din Buhuși. Nu-i face prea mare plăcere, dar se așază lângă rabin, căruia îi propune un joc.

- Uite, rabi, lumea spune că ești un înțelept, hai să ne punem câte o întrebare, iar cine nu știe răspunsul plătește o mie de lei.

- Vai di mine, se vaită rabi, dumneavoastră sunteți un așa mare profesor și o să-mi luați toți banii.

Ca să-l prindă pe rabin în joc, Cuza îi propune un avantaj:

- Dacă nu știi să răspunzi la întrebarea mea, plătești o mie de lei, iar dacă eu nu știu să răspund, plătesc zece mii de lei.

Rabinul se codește, dar nu are ce face și întrebările încep:

- Spune-mi, ovreiule, la ce dată a fost lupta de la Călugăreni?

- Nu știu, spune rabinul, poftim o mie de lei.

Apoi se gândește o clipă și întreabă:

- Ce este galben pe spate, verde pe burtă, mănâncă raci, fluieră și zboară noaptea?

A. C. Cuza asudă, se chinuie, răsfoiește Enciclopedia română din bagaje și abătut îi numără lui rabi zece mii de lei.

- Acuma, spune-mi tu, rabi, ce este galben pe spate, verde pe burtă, mănâncă raci, fluieră și zboară noaptea?

- Nu știu, poftim o mie de lei...
”—Iuliu Rațiu, Anecdote circumcise. Marea antologie a glumei evreiesti, ISBN: 973-97267-1-2
Un alt banc a fost publicat în numărul din 4 aprilie 1932 a revistei Rampa:
„STRAŞNICA REŢETA 
Dar, apropos de reţete, sa vă povestesc, — fără să am pretenţia că relatez un fapt absolut autentic,— celebra întâmplare cu reţeta rabinului din Buhuşi.

Se spune că, mai acum câţiva ani, într’o seară minunată de inceput de Aprilie, rabinul din Buhuşi a primit vizita unei femei de o rară frumuseţe, care, abia stăpânindu-şi plânsul, a sărutat mâna rabinului şi i-a spus:
 
— Rebbă, sunt foarte nenorocită!

Mişcat, rabinul i-a luat o mâna între ale sale și a întrebat-o:

— Şi dece, fata mea, dece? 

Femeia s’a îmbujorat toată şi a îngânat: 

— Fiindcă, fiindcă, înțelegi, Rebbă, bărbatul meu este, este...în faliment. 

— Ei şi? Ce te alarmezi aşa de grozav de un faliment? 

— Nu m’aş alarma dacă ar fi un fleac de faliment comercial, dar bărbătul meu a dat faliment în dragoste. Nu mai este bun de nimica. 

— Vai de mine! Vai de mine! Care e bărbatul d.tale?

— Nathanson! 

— Nathanson?! Și fața rabinului exprimă o uimire categorică. Nathanson? Nu se poate. Nu se poate. II cunosc bine pe Nathanson. E capabil de niște isprăvi în dragoste. 

— Vai, Rebbă, îmi pare rău. Crezi că dacă mai era bărbatul meu intrebuințabil, veneam la d.ta? 

— Mare minune! exclamă rabinul. Și-apoi, adresându-se femeiei: 

— Am găsit o rețetă! Treci in camera, de dincolo. 

— E întuneric, Rebbă! 

— Nu e nimic! Stai acolo, ştiu eu ce fac! 

Şi frecându-şi mâinile c’a găsit reţeta cea bună, rabinul din Buhuşi trimise să-l cheme pe Nathanson. 

Cinci minute mai târziu sosea şi inculpatul. 

— Ascultă, Nathanson, — începu rabinul, — ţi-am procurat ceva fain de tot. Am in camera de alături o femeie, o bomboană, care e moartă după tine...Intră acolo şi înţelegi ce trebuie să faci...

Rabinul a pus urechea la uşă şi s’a convins, — apreciind la justa lor valoare, manifestaţiunile care se auzeau din camera alăturată, — că Nathanson e într’o situaţie sentimentală prosperă, adică așa cum îl știa el. 

În sfârșit, Nathanson pleacă. După două minute apare și femeia.

— Ei, se interesează rabinul, nu e așa că ești mulțumită de felul cum s’a purtat Nathanson. 

— Sunt foarte mulțumită, nu zic,nu. Dar tot nenorocită am rămas. 

— ?!

— Păi ăsta, Rebbă, e Moriț Nathanson și pe bărbatul meu îl cheamă Nuhăm Nathanson.”—Rampa, aprilie 1932 (Anul 15, nr. 4261-4285) 1932-04-04 / nr. 4264